# Philip Anschutz
Philip Frederick Anschutz (Russell, 28 dicembre 1939) è un dirigente sportivo e uomo d'affari statunitense, presidente, proprietario e fondatore dei Los Angeles Galaxy.
Con un patrimonio stimato in 7,8 miliardi di dollari, è stato inserito da Forbes al 31º posto delle persone più ricche d'America. Assieme a Zlatan Ibrahimović possiede il 49% delle quote dell'Hammarby, squadra di calcio svedese di Stoccolma.

## Biografia
Il padre di Anschutz era proprietario terriero che ha investito in Colorado, Utah e Wyoming. Suo nonno emigrò dalla Russia. Anschutz crebbe ad Hays, in Kansas. Negli ultimi anni ha contribuito alle campagne del politico di Dole. Si è laureato nel 1957.
Membro della Chiesa evangelica presbiteriana, è un conservatore cristiano. È sposato con una donna che ha conosciuto a 16 anni e dalla quale ha avuto tre figli. Possiede una vasta collezione di arte occidentale.

## Possedimenti terrieri
Nel 1970 ha acquistato 250.000 acri (1.000 km²) di terra a Liberal nel Kansas per 10 milioni di dollari. L'anno successivo ha acquistato 9 milioni di acri (36.000 km²) di terra lungo il confine tra lo Utah e il Wyoming.
Per diversi anni Anschutz è stato l'unico miliardario del Colorado.
Oltre i terreni, i suoi interessi sono ricaduti anche in ferrovie, telecomunicazioni e industria del divertimento.

## Ferrovie ed imprese petrolifere
Nel 1984 è entrato nel business ferroviario con le Industrie del Rio Grande. Quattro anni più tardi, nel 1988, la ferrovia ha acquisito la Pacific Railroad sotto la sua direzione. Con la fusione tra questa e la Union Pacific Corporation, nel settembre 1996 Anschutz è diventato vicepresidente della Union Pacific.
È stato anche direttore della Forest Oil Corporation a partire dal 1995. Nel novembre 1993 è diventato direttore e presidente del consiglio di amministrazione di Qwest.
Nel maggio del 2001, l'amministrazione Bush ha confermato il diritto di Anschutz alla trapanazione per i pozzi di petrolio a Weatherman Draw, nel Montana centro-meridionale, nonostante la forte opposizione da parte di gruppi ambientalisti, conservatoti e 10 tribù indiane. Nel maggio del 2003 ha venduto la sua impresa per 4,4 milioni di dollari.
Nel febbraio del 2004 non gli sono state rinnovate le cariche in seno alla Qwest e alla Union Pacific, in modo tale da farlo concentrare su altri investimenti.

## Millennium Dome
I suoi investimenti nel Millennium Dome di Londra hanno avuto strascichi polemici con John Prescott, vice Primo Ministro: una gran parte dell'investimento per il Duomo è subordinata alla concessione di una licenza per un "super casinò" da parte del governo britannico. Anschutz ha incontrato personalmente Prescott in varie occasioni dal 2004. Il casinò venne poi fatto a Manchester quasi a sorpresa.

## AEG e Michael Jackson alla O2 Arena
La società di Anschutz, la AEG, è stata accusata di tentare di trarre profitto dalla morte di Michael Jackson, che è stato invitato ad esibirsi al Duomo, ora O2 Arena, nel 2009-2010. Mentre la restituzione di circa 750.000 biglietti (da £55 a £75 ciascuno) è stata effettuata per i clienti che ne fanno richiesta, il promotore si è offerto di inviare "souvenir" del cantante per rinunciare al diritto alla restituzione.